# Sibel Kekilli
Sibel Kekilli (Heilbronn; 16 de junio de 1980) es una actriz alemana. Ganó la atención del público después de protagonizar la película Contra la pared, de Fatih Akin. Ganó dos Lolas, los premios cinematográficos alemanes más prestigiosos, por sus actuaciones en Contra la pared (2004) y La extraña (2010). A partir de 2011, se hizo más conocida por su papel de Shae en la serie de HBO Game of Thrones.

## Primeros años
Kekilli nació y se crio en Heilbronn (Baden-Wurtemberg), en una familia de origen turco. Sus padres llegaron a Alemania desde Turquía en 1977 y Kekilli los describió como bastante «modernos y abiertos». A los 16 años dejó la escuela e ingresó en un programa de capacitación combinado de 30 meses de duración para trabajar en la administración local de la ciudad.
Tras completar con éxito el programa de formación, trabajó como asistente administrativa durante dos años en el ayuntamiento de Heilbronn, y luego se trasladó a Essen, donde trabajó en diversos empleos como portera, limpiadora, camarera, gerente de discoteca, vendedora de fruta y verdura y actriz de películas pornográficas.

## Carrera
Entre 2001 y 2002, durante un período de seis meses, Kekilli apareció en una docena de películas pornográficas para varios directores, incluido Josef Baumberger y Harry S. Morgan.
En 2002, un director de casting la descubrió en un centro comercial de Colonia, invitándola a participar en una audición para su próxima película. Sibel se hizo con el papel protagonista del film de Fatih Akin ante otras 350 aspirantes. La película, titulada Contra la pared, se estrenó en 2004 y fue un gran éxito, recibiendo varios premios en festivales de cine. El rodaje resultó extenuante para Kekilli, quien se sometió a una apendicectomía durante el rodaje en Turquía.

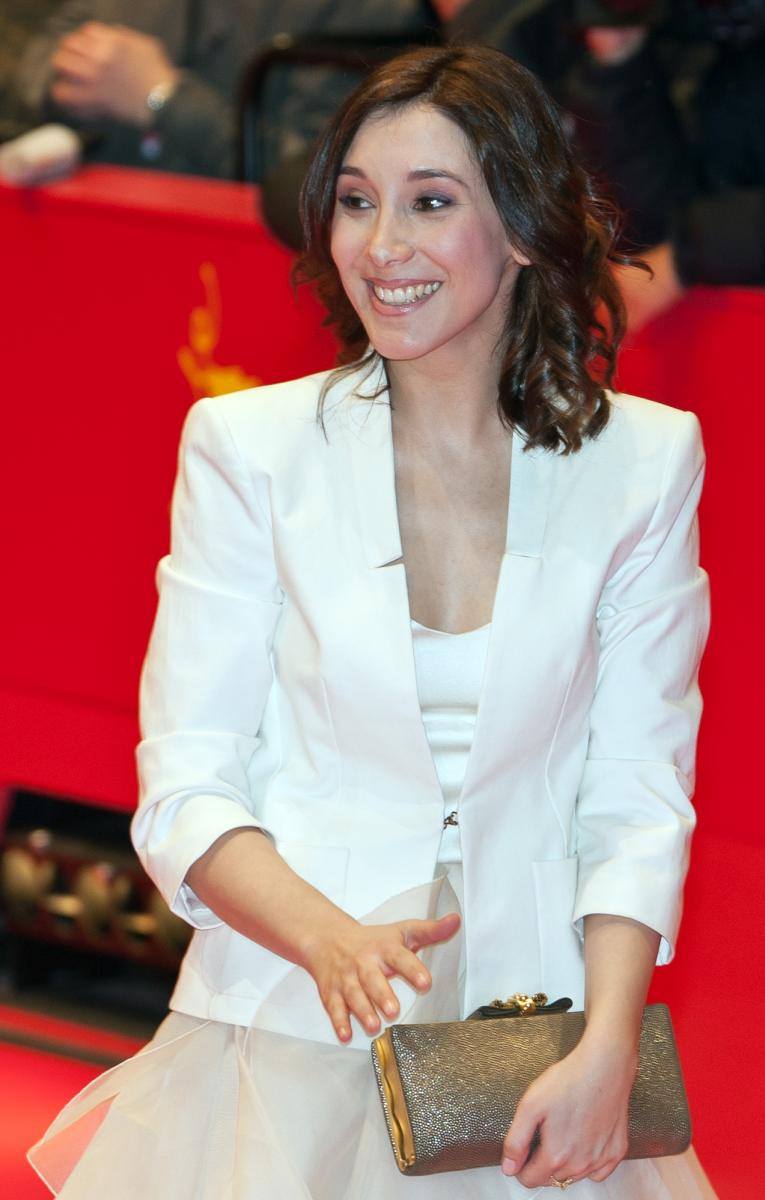
Kekilli en el Festival Internacional de Cine de Berlín de 2012

Poco después del estreno de la película, el periódico sensacionalista alemán Bild hizo público que Kekilli había participado en varias películas pornografías. Esto causó una gran sensación pública y sus padres rompieron todo contacto con ella. Recibió el premio Bambi de 2004 a la mejor estrella emergente por su papel en Contra la pared. Durante el discurso de aceptación televisado, denunció entre lágrimas que estaba siendo objeto de una «dreckige Hetzkampagne» («campaña de desprestigio sucia») y una «medienvergewaltigung» («violación mediática»). Posteriormente, el Bild-Zeitung fue reprendido por el Deutscher Presserat (Consejo de Prensa Alemán) por el modo en que cubrió la historia.
En 2006, protagonizó la película turca, Eve Dönüş, donde interpretó a la esposa de un hombre injustamente encarcelado y torturado. Esta actuación le valió el premio a la Mejor Actriz en el Festival Internacional de Cine de Antalya de 2006. Ese mismo año, interpretó a una mujer judía camino al campo de concentración de Auschwitz en la película alemana de 2006, Der letzte Zug (El último tren a Auschwitz). En 2009, interpretó a Umay, una joven turca que abandona Estambul para regresar con su familia en Berlín, en Die Fremde (Cuando nos vamos). Recibió el premio Lola a la Mejor Actriz en 2010 por su papel. En 2010, fue elegida para interpretar a Shae en la serie de HBO, Juego de tronos, una adaptación de las novelas Canción de hielo y fuego de George R. R. Martin.
En 2011, un año después de aparecer por primera vez en un papel secundario en la serie policial de larga duración Tatort, se convirtió en miembro permanente del elenco como la nueva investigadora Sarah Brandt, trabajando junto al investigador jefe Klaus Borowski. Dijo que estaba contenta de no interpretar a un personaje de ascendencia extranjera, ya que siente que la han encasillado en el pasado. En 2017 abandonó la franquicia Tatort, después de 14 episodios de larga duración, alegando la necesidad de un cambio.

## Vida personal
Dado que en Alemania la ciudadanía se establece principalmente por el ius sanguinis y no por el ius soli, originalmente tenía ciudadanía turca en lugar de alemana, y tuvo que solicitarla al gobierno turco cuando solicitó una licencia de matrimonio (para un matrimonio planeado que finalmente no se llevó a cabo).
En 2017, Kekilli bloqueó el acceso a su cuenta de Instagram en Turquía, alegando que usuarios de ese país habían enviado multitud de mensajes abusivos y amenazantes. Denunció a los remitentes como «intolerantes, hipócritas y llenos de odio».

## Filmografía

### Cine
| Año  | Título                     | Papel                       | Notas                                                       | Ref.   |
| ---- | -------------------------- | --------------------------- | ----------------------------------------------------------- | ------ |
| 2004 | Contra la pared            | Sibel Güner                 |                                                             |        |
| 2004 | Kebab Connection           | Italienerin                 |                                                             |        |
| 2006 | Winterreise                |                             |                                                             |        |
| 2006 | Fay Grim                   | Conserje del Hotel Istanbul |                                                             |        |
| 2006 | El último tren a Auschwitz | Ruth Zilbermann             |                                                             | [ 23 ] |
| 2006 | Eve Dönüş                  |                             |                                                             | [ 24 ] |
| 2009 | Pihalla                    | Laura                       |                                                             |        |
| 2010 | La extraña (Die Fremde)    | Umay                        |                                                             | [ 25 ] |
| 2011 | What a Man                 | Nele                        |                                                             |        |
| 2012 | Die Männer der Emden       | Salima Bey                  |                                                             |        |
| 2019 | Berlin, I Love You         | Yasel                       | Segmento: «Embajada»                                        |        |
| 2019 | Deutschland ist... Heim    |                             |                                                             | [ 26 ] |
| 2020 | Fuchs im Bau               | Tara Ketabi                 |                                                             |        |
| 2022 | Karanlık Gece              | Sırma                       |                                                             |        |
| 2025 | Yunan                      |                             | Estreno en el 75.º Festival Internacional de Cine de Berlín | [ 27 ] |
| —    | Shutdown                   | Sarah                       | Posproducción                                               | [ 28 ] |
| —    | Rostocken                  | Sibel                       | Anunciada                                                   | [ 29 ] |

### Televisión
| Año       | Título                                | Papel           | Notas        |
| --------- | ------------------------------------- | --------------- | ------------ |
| 2010      | Gier                                  | Nadja Hartmann  | 2 episodios  |
| 2010      | Homicide Unit Istanbul                | Fatma Benli     | 1 episodio   |
| 2010-2017 | Tatort                                | Sarah Brandt    | 14 episodios |
| 2011-2014 | Juego de tronos                       | Shae            | 20 episodios |
| 2015-2017 | Paare                                 | Patientin       | 4 episodios  |
| 2016      | Inspector Borowski                    | Sarah Brandt    | 9 episodios  |
| 2017      | Bruder: Schwarze Macht                | Sibel           | 4 episodios  |
| 2017      | Sesamstraße                           | Sibel           | 1 episodios  |
| 2018      | Bullets                               | Madina Taburova | 10 episodios |
| 2021      | Meeresleuchten                        | Nina Baselau    | Telefilme    |
| 2023      | Freiheit ist das Einzigste, was zählt | Ulli            |              |

## Premios
- 2004 Premio Lola a la mejor actriz por Contra la pared
- 2004 Premio Bambi a la mejor actriz emergente por Contra la pared
- 2006 Premio del Festival Internacional de Cine de Antalya a la mejor actriz por Eve Dönü
- 2010 Premio Lola a la mejor actriz por La extraña
- 2010 Premio de Festival de Cine de Tribeca a la mejor actriz por La extraña[30]